# The Hummingbird Project
The Hummingbird Project (bra: Linha Reta; prt: Operação Hummingbird) é um filme canado-belga, do gênero suspense dramático, escrito e dirigido por Kim Nguyen, produzido por Pierre Even e estrelado por Jesse Eisenberg, Alexander Skarsgård, Salma Hayek e Michael Mando. Trata dos temas da negociação de alta frequência e acesso direto ao mercado de latência ultra baixa.
Teve sua estreia mundial no Festival Internacional de Cinema de Toronto em 8 de setembro de 2018. Foi lançado nos Estados Unidos em 15 de março de 2019 pela The Orchard e em 22 de março de 2019 no Canadá pela Elevation Pictures.

## Sinopse
Um homem e seu primo tentam tornar-se milionários construindo um cabo de fibra óptica entre Kansas e Nova Jérsei, enquanto seu ex-chefe tenta impedi-los de conseguir.

## Elenco
- Jesse Eisenberg como Vincent Zaleski
- Alexander Skarsgård como Anton Zaleski
- Salma Hayek como Eva Torres
- Michael Mando como Mark Vega
- Sarah Goldberg como Masha
- Anna Maguire como Jenny
- Frank Schorpion como Bryan Taylor
- Johan Heldenbergh como Amish Elder
- Kwasi Songui como Ray
- Ayisha Issa como Ophelia Troller

## Produção
Em maio de 2017, foi anunciado que Jesse Eisenberg e Alexander Skarsgård haviam se juntado ao elenco do filme, com Kim Nguyen, dirigindo a partir de um roteiro que escreveu. Pierre Even serviria como produtor do filme, enquanto Brian Kavanaugh-Jones e Fred Berger seriam os produtores executivos do filme, através da Item 7, Automatik e HanWay Films, respectivamente. Em setembro de 2017, Salma Hayek se juntou ao elenco do filme. Em outubro de 2017, Michael Mando se juntou ao elenco do filme.
A filmagem começou em Quebec em novembro de 2017.

## Lançamento
O filme teve sua estreia mundial no Festival Internacional de Cinema de Toronto em 8 de setembro de 2018, e foi a gala de abertura no Festival Internacional de Cinema de Vancouver mais tarde naquele mês. Logo depois, The Orchard adquiriu os direitos de distribuição do filme nos Estados Unidos. Teve uma estreia limitada nos Estados Unidos em 15 de março de 2019. Foi lançado em Portugal em 1 de maio de 2019.

## Recepção

### Bilheteria
The Hummingbird Project arrecadou US$ 371 784 nos Estados Unidos e Canadá, e US$ 506 415 em outros territórios, para um total bruto mundial de US$ 878 199.

### Resposta da crítica
No agregador de críticas Rotten Tomatoes, o filme detém um índice de aprovação de 58%, com base em 123 críticas, e uma classificação média de 6,1/10. O consenso crítico do site diz: “Inteligente e bem atuado, The Hummingbird Project marca uma adição imperfeita, mas inegavelmente intrigante, à filmografia do escritor e diretor Kim Nguyen.” No Metacritic, o filme tem uma pontuação média ponderada de 58 em 100, com base em 26 críticos, indicando “críticas mistas ou médias”.